# Vinneuf
Vinneuf is een gemeente in het Franse departement Yonne (regio Bourgogne-Franche-Comté) en telt 1203 inwoners (1999). De plaats maakt deel uit van het arrondissement Sens.

## Geografie
De oppervlakte van Vinneuf bedraagt 15,2 km², de bevolkingsdichtheid is 79,1 inwoners per km².
De onderstaande kaart toont de ligging van Vinneuf met de belangrijkste infrastructuur en aangrenzende gemeenten.

## Demografie
Onderstaande figuur toont het verloop van het inwonertal (bron: INSEE-tellingen).